# عادل عدوي
الدكتور عادل حسن عبد اللطيف عدوي هو طبيب وأستاذ جراحة عظام مصري بجامعة بنها، يشغل منصب رئيس جمعية جراحة العظام المصرية ووزير الصحة في وزارة المهندس إبراهيم محلب.

## التدرج العلمي والأكاديمي
تخرج عدوي في كلية الطب بجامعة القاهرة سنة 1980، وحصل على درجة الماجستير في جراحة العظام من كلية طب بنها سنة 1984، ثم نال درجة الدكتوراة من كلية طب بنها سنة 1990، ووصل إلى درجة أستاذ لجراحة العظام بجامعة بنها في سنة 2001. أشرف عدوي على أكثر من 300 رسالة علمية، ما بين ماجستير ودكتوراه في جراحة العظام.

## المناصب الأكاديمية والإدارية
شغل عدوي منصب وكيل وزارة الصحة للطب العلاجي في وزارتي أشرف حاتم وعمرو حلمي، وظل في منصبه 8 أشهر تولى خلالها أيضًا الإشراف على قطاعي المستشفيات وهيئة الإسعاف المصرية.
شغل عادل عدوي منصب نائب رئيس جامعة بنها لشؤون الدراسات العليا والبحوث في 1 أغسطس 2013، وانتخب في نهاية العام ذاته رئيسًا لجمعية جراحة العظام المصرية، وفي 1 مارس 2014 قام عدوي بأداء اليمين الدستورية أمام رئيس البلاد المؤقت عدلي منصور وزيرًا للصحة في وزارة المهندس إبراهيم محلب، خلفًا للدكتورة مها الرباط.
سبق أن رُشح عدوي لحقيبة الصحة في وزارة الدكتور كمال الجنزوري، غير أن المنصب في النهاية ذهب للدكتور فؤاد النواوي.

## رد فعل حركة أطباء بلا حقوق على توليه وزارة الصحة
أصدرت حركة «أطباء بلا حقوق» بيانًا اعتبرت فيه تكليف عدوي استمرارًا للسياسات التي وصفتها بالفاشلة، والتي تمارسها الدولة تجاه الأطباء والمنظومة الصحية بمصر، قائلة إن عدوي جزء من المنظومة الحاكمة داخل الوزارة، حيث عمل من قبل وكيلاً للوزارة ولم يلمس الأطباء ـ على حد تعبير البيان ـ أي تغيير حدث في المهمة التي تولاها، كما ذكر البيان أن عدوي هدد المضربين من الأطباء بتحويلهم للنيابة العامة للتحقيق معهم.